# Crommelin
Crommelin (ook: Van Wickevoort Crommelin) is een Nederlands patriciaatsgeslacht dat oorspronkelijk uit Vlaanderen stamt.

## Geschiedenis
De stamvader van het tegenwoordige geslacht is Armand Pierrezn. Crommelinck, linnenfabrikant te Kortrijk, vanaf 1499 te Saint-Quentin (Aisne) (Picardië), overleden te Ingelmunster (bij Kortrijk) omstreeks 1590. Hij was getrouwd met Susanne de Wale Joostdochter. Uit dit huwelijk zeven kinderen. Tijdens en na de reformatie verspreidde zijn nageslacht zich vanuit Ingelmunster naar de Nederlanden en Zwitserland.

## Wapen van het geslacht Crommelin

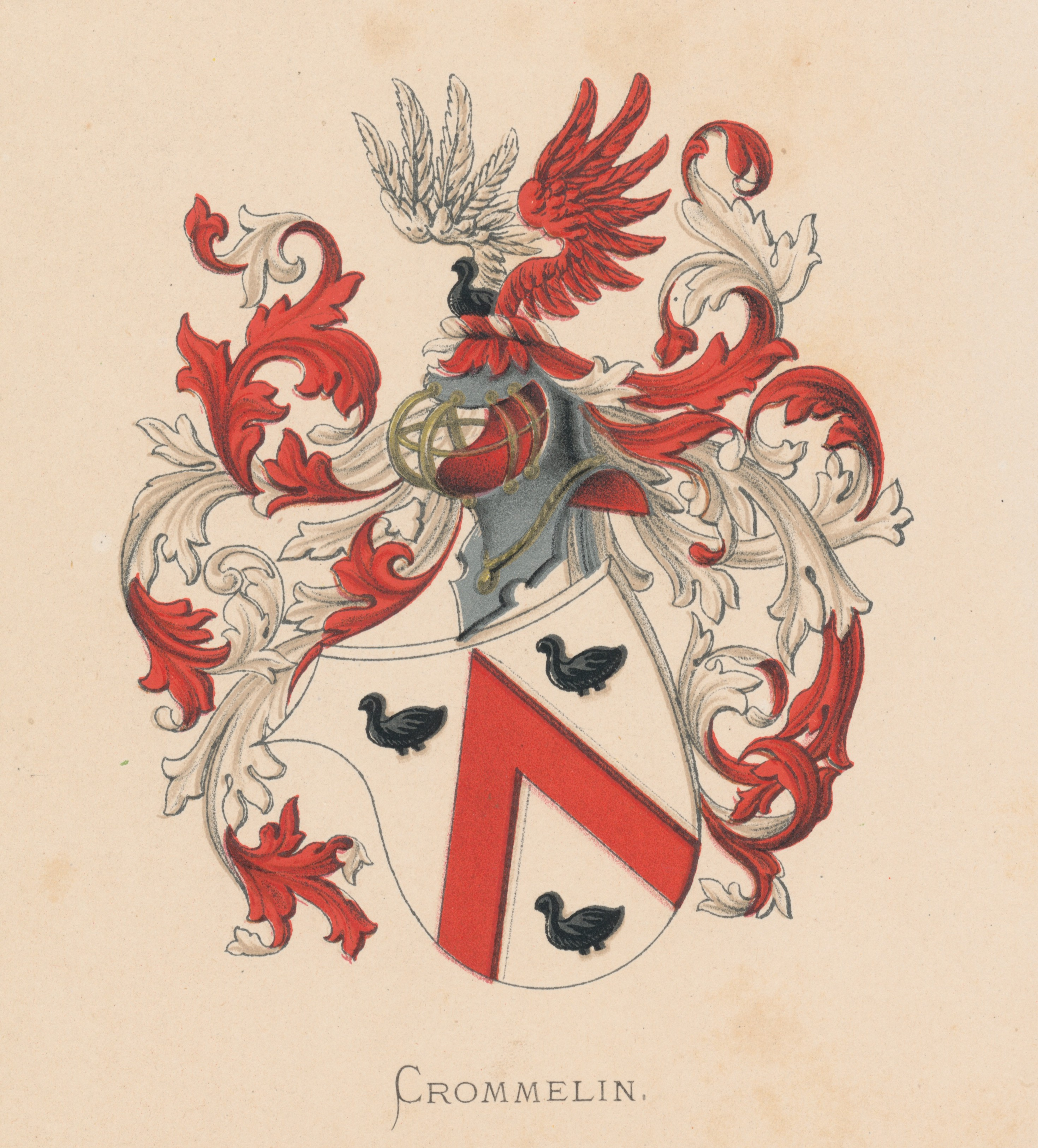
Wapen van de familie Crommelin, nog zonder Franse lelie.

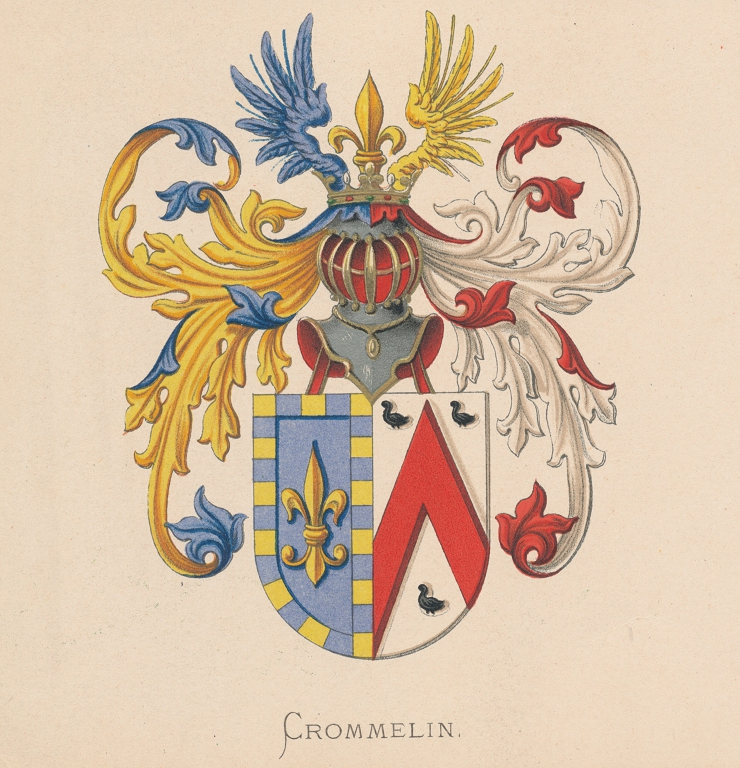
Wapen van de familie Crommelin, met Franse lelie.

Boven het wapen dat de familie Crommelin droeg vóór de toevoeging van de Franse lelie. Onder zoals beschreven hieronder: een afbeelding van het wapen mét de toegevoegde Franse lelie en zoals het heden ten dage door de familie wordt gevoerd.
Gedeeld: I in blauw een gouden lelie en een zoom, geblokt van goud en blauw; II in zilver een rode keper, vergezeld van drie zwarte merletten (mereltjes). Helmteken: een gouden lelie tussen een vlucht van blauw en goud. Dekkleden: rechtsblauw, gevoerd van goud, links rood, gevoerd van zilver
Pierre Crommelin, zoon van Jean Crommelin, heer van Camas, en van Marie de Semeries, werd geboren op het kasteel Mouy St. Far bij Saint-Quentin op 28 november 1596. In 1596 zou Madame Marie Catharine de France, de zuster van koning Hendrik IV van Frankrijk en Navarra (1553-1610), aanwezig zijn geweest bij de doop van Pierre Crommelin. Hendrik IV gaf hem naderhand het recht om zijn wapen te delen en aan de heraldieke rechterzijde een gouden lelie te voeren op een veld van azuur 'met eene bordure van goud en azuur hetwelk sedert door alle zijne afstammelingen is gevoerd' (J. H. Scheffer: 'Genealogie van het geslacht Crommelin' blz. 17).

## De Amerikaanse tak
In 1651 vertrok Daniël Crommelin naar New York. Zijn kleinzoon Daniël (New York, 1707-1789) kwam weer terug en werd in 1737 poorter van Amsterdam. Hij richtte de Firma Daniël Crommelin en Soonen op en werd opgevolgd door Robert Daniël Crommelin (1741-1846). Diens zoon Claude (1767-1824) trouwde twee keer. Beide huwelijken brachten een nieuwe firmant voort: Claude Daniël Crommelin (1795-1860) en zijn halfbroer Gulian Cornelis Crommelin.

#### Vijf broers
John G. Crommelin II (1873 - 1945) en zijn echtgenote Katharine Vasser Gunter (1878-1932) hadden een woning in Montgomery, Alabama en een plantage, Harrogate Springs, aan de rivier de Coosa bij Wetumpka, Elmore County, Alabama in de Verenigde Staten. Zij hadden acht kinderen, waarvan vijf zoons.  Alle vijf dienden in de Tweede Wereldoorlog bij de US Navy in de Pacific. Vier van hen waren jachtvlieger op vliegdekschepen, waarvan er twee sneuvelden. Ze waren de enige groep van vijf broers ooit die slaagden aan de Marineacademie in Annapolis. De vijf zoons waren:
- John Geraerdt Crommelin III (1902-1996), jachtvlieger, ging in 1919 naar de Marineacademie in Annapolis en kreeg daarna tot 1926 een vliegopleiding in Florida. Vanaf juni 1942 diende hij op het vliegkampschip USS Enterprise en later op de USS Liscome Bay, die op 23 november 1943 door een torpedo tot zinken werd gebracht. Crommelin overleefde door vanaf 15 meter hoogte in het water te springen en werd onderscheiden met de Purple Heart. Na hersteld te zijn van zijn brandwonden kwam hij weer in actieve dienst. In 1950 ging hij als schout-bij-nacht met pensioen.[9][10]
- Henry Claiborne Crommelin (1904-1971), ging in 1921 naar de Marineacademie in Annapolis. Hij werd geen vlieger, maar diende op Torpedobootjagers (en: Destroyers). In februari 1942 werd hij commandant van de nieuwe USS Fitch, in december 1942 van de nieuwe USS Guest, met beide deed hij konvooidienst in de Atlantische oceaan. In augustus 1943 werd hij commandant van Destroyer Division 50, een flottielje van 4 schepen, in de Pacific, waarmee hij deelnam aan de Slag om Tarawa in november 1943. Hij werd onderscheiden met de Bronze Star en de Silver star. In augustus 1944 werd hij commandant van het smaldeel Destroyer Squadron 25, dat bestond uit twee Destroyer Divisions plus een vlaggenschip, waarmee hij streed in de Slag in de Golf van Leyte. Na de oorlog voerde hij vanaf oktober 1950 nog het commando over de zware kruiser USS Des Moines. In 1952 werd hij schout-bij-nacht. Toen hij op 1 november 1959 met pensioen ging werd hij gepromoveerd tot viceadmiraal. Hij overleed in 1971.[11]
- Charles Laurence De Berniere "Charlie" Crommelin (DFC) (1909-1945), jachtvlieger. Hij was kapitein-luitenant-ter-zee (en: “commander”) en squadroncommandant toen hij sneuvelde in de Pacific bij Okinawa.[12]
- Richard Gunther "Dick" Crommelin (1917-1945), jachtvlieger, sneuvelde als Luitenant-ter-zee der eerste klasse (en: “lieutenant-commander”) in de Pacific bij Hokkaido. Hij werd tweemaal onderscheiden met het Navy Cross.[13]
- Quentin Claiborne Crommelin (1918–1997), jachtvlieger, ging in 1937 naar de Marineacademie in Annapolis.[14] Crommelin trouwde op 5 mei 1943 met Priscilla Cooper Scott. Haar betovergrootmoeder was Priscilla Cooper Tyler, schoondochter van president John Tyler (1841-1845) die veel taken van First Lady waarnam voor de invalide echtgenote van president Tyler, en na het overlijden van Tylers echtgenote die taken van 1842 tot 1844 overnam. Hij verliet de US Navy in 1972 als kapitein-ter-zee (en: “captain”)[15]

De drie dochters waren:
- Elizabeth Dandridge Crommelin Nicrosi Gunster[16] (1901–1970)[7][10][17]
- Katherine Vasser Crommelin Jenkins (1907-ca. 1989)[7][10]
- Lucie van Tuyl Crommelin Leak(1912-1994)[7][10][18]

Het geleidewapenfregat USS Crommelin (FFG-37) is naar de vijf broers vernoemd. Het werd in 1983 in dienst gesteld, en op 26 oktober 2012 buiten dienst gesteld. Zijn thuishaven was Pearl Harbour.

## De tak Van Wickevoort Crommelin

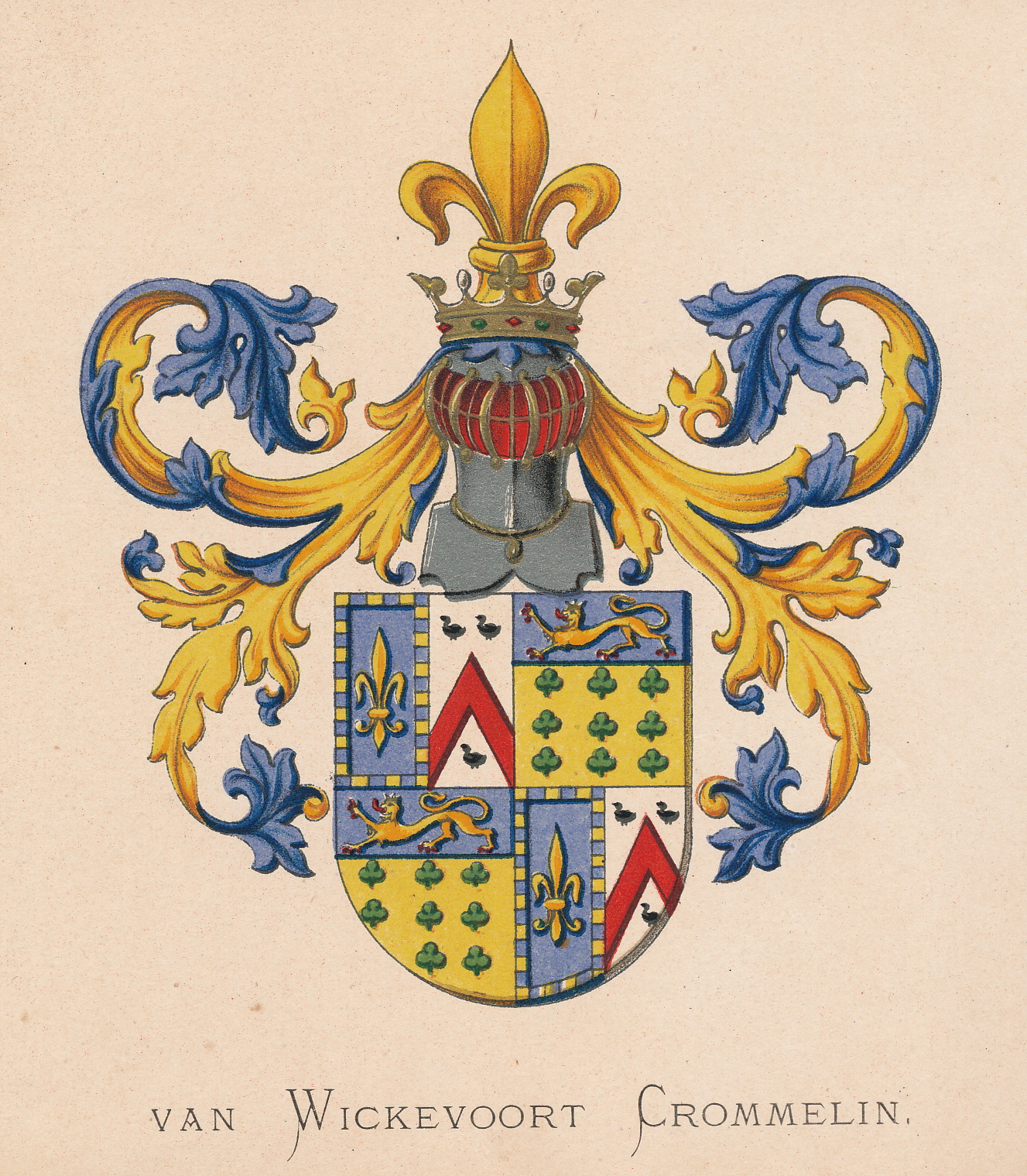
Wapen van de tak Van Wickevoort Crommelin.

Van Wickevoort Crommelin is een tak van het geslacht Crommelin. Een zoon van het echtpaar Henry Samuel Crommelin (1660-1732) en Jacoba Sophia van Wickevoort (1674-1732) voegde in 1711 de naam van zijn moeder toe aan die van zijn vader. Hieruit ontstond de tak Van Wickevoort Crommelin. De aangetrouwde familie Van Wickevoort was afkomstig uit Sint Michielgestel, verhuisde in de 16de eeuw naar Antwerpen en later naar Amsterdam. De familie Van Wickevoort Crommelin bezat de heerlijkheden Berkenrode en Ipenrode. Eén lid van deze tak werd in de Nederlandse adelstand verheven, uitsluitend voor haar persoon; het betreft hier Alida van der Oudermeulen-barones van Wickevoort-Crommelin, (1806-1883), grootmeesteres van Koningin Sophie (zie hieronder)
Het wapen: Gevierendeeld: I en IV het wapen Crommelin; II en III in goud negen groene klaverbladen geplaatst in drie rijen van drie en in een blauw schildhoofd een gekroonde gaande gouden leeuw, rood genageld (Van Wickevoort). Helmteken: een gouden lelie. Dekkleden: blauw, gevoerd van goud.

## Enkele leden van het geslacht Crommelin
- Louis Crommelin (1653-1727), oprichter van de linnenindustrie in Noord-Ierland
- Wigbold Crommelin (1712-1789), zoon van Benjamin, gouverneur van Suriname
- Jan Pieter van Wickevoort Crommelin ("Appie", 1763-1837), voorzitter van de Tweede Kamer, zoon van Hendrik Samuel van Wickevoort Crommelin (1734-1796), neef van Jan Iman Hendrik en vader van Jan Pieter Adolf hieronder
  - Jan Pieter Adolf van Wickevoort Crommelin (1798-1874), burgemeester, zoon van mr. Jan Pieter (1763-1837) en broer van Henri Samuel (1804-1874)
  - Mr. Henri Samuel van Wickevoort Crommelin (1804-1874), burgemeester en zoon van mr. Jan Pieter (1763-1837)
  - Aarnoud Hendrik van Wickevoort Crommelin (1797-1881), zoon van mr. Jan Pieter (1763-1837)
    - Gijsberta Johanna Anna Adolphina van Wickevoort Crommelin (1838-1864), via vader Aarnoud kleindochter van Jan Pieter (1763-1837). Ze trouwde in 1859 met Godert Jan baron van Hardenbroek, heer van Ammerstol (1833-1901), burgemeester en lid van de familie Van Hardenbroek
- Mr. Herman Arnoldus Crommelin (1767-1857), burgemeester en zoon van Jacob.
  - Mr. Jacob Pieter Crommelin (1800-1873), burgemeester, zoon van Herman Arnoldus (1767-1857)
- Jan Iman Hendrik van Wickevoort Crommelin (1775-1841), lid Tweede Kamer, zoon van Jan van Wickevoort Crommelin (1735-?)
  - Alida van der Oudermeulen-barones van Wickevoort-Crommelin (1806-1883), dochter van Jan Iman Hendrik (1775-1841), grootmeesteres van Sophia van Württemberg, persoonlijk verheven in de adelstand met de titel barones. Zij was het enige lid van de familie Crommelin dat ooit tot de Nederlandse adel heeft behoord.
- Marcellus Crommelin (1851-1931), burgemeester en zoon van Samuel Crommelin (1809-1901)
- Mr. Hendrik Crommelin (1854-1911), burgemeester en zoon van Gulian Cornelis Crommelin (1809-1891)
- Cornelis Julius van Wickevoort Crommelin (1868-1910), kunstschilder en zoon van Eduard van Wickevoort Crommelin (1833-1891)
- Mr. Gulian Cornelis Crommelin (1877-1953), burgemeester en zoon van Willem Jacob Elias Crommelin (1847-1890)
- Claude August Crommelin (1878-1965), natuurkundige en zoon van Robert Daniel Crommelin (1841-1907)[19]
  - Rudolf ("Ru") Maximiliaan Crommelin (1908-1993), luitenant ter zee 1ste klasse tijdens de Slag in de Javazee, later kapitein-ter-zee, marineattaché in Londen en zoon van Claude August (1878-1965)[20]
- Ankie van Wickevoort Crommelin (1903-1998), sopraan en dochter van Henrick Samuel Maximilian van Wickevoort Crommelin (1866-1942)
- Frederik Reinhard Crommelin (1910-1983), burgemeester van Hellendoorn en zoon van Adam Crommelin (1879-1964)
- Mr. Willem Jacob Elias Crommelin (1916-1997), burgemeester en zoon van Gulian Cornelis (1877-1953)
- Mr. Samuel Crommelin (1920-1985), burgemeester en zoon van Samuel Crommelin (1877-1949)
- Walter Crommelin (1948), acteur en zoon van Hendrik Otto Helmut Crommelin (1918-2007)